# 7242 Okyudo
7242 Okyudo este un asteroid din centura principală de asteroizi.

## Descriere
7242 Okyudo este un asteroid din centura principală de asteroizi. A fost descoperit pe 11 noiembrie 1990 la Kitami de Kin Endate și Kazuro Watanabe. El prezintă o orbită caracterizată de o semiaxă mare de 2,17 ua, o excentricitate de 0,15 și o înclinație de 4,5° în raport cu ecliptica.